# 琴斯托霍瓦隔都
琴斯托霍瓦隔都是纳粹德国在琴斯托霍瓦建立的隔都，用以迫害和剥削当地犹太人。隔都建立时约有4万人被限制在该区域，至1942年末的大规模驱逐前达到约4.8万人的最高峰。大多数隔都囚犯被大屠杀列车送往特雷布林卡灭绝营实施处决。1943年6月，隔都的剩余居民发动了琴斯托霍瓦隔都起义，战斗数日后被党卫队镇压。

## 隔都历史
1941年4月9日，理查德·温德勒发布了在琴斯托霍瓦建立隔都的官方命令。除了来自琴斯托霍瓦的犹太人之外，还有许多的犹太人从附近其它同属总督府辖区的城镇和村庄由铁路运输而来，包括克熱皮采、貝烏哈圖夫、姆什图夫、亚努夫和普什鲁夫。隔都还包括开战不久从德国吞并地区被驱逐的犹太人，主要来自普沃茨克和罗兹。隔都的囚犯被迫成为军工厂的奴工，其中大部分在位于Krotka街的原波兰“Metalurgia”铸造厂工作。该铸造厂战时由德国制造商HASAG接管并扩建，更名为Hassag-EisenhütteAG。其他当地工厂或车间也有隔都劳力工作。
1942年9月22日（赎罪日之后的第二天），纳粹在莱茵哈德行动期间开始隔都清场行动。第一波驱逐于10月7日晚结束；德国部队与乌克兰和拉脱维亚志愿帮手（别名特拉夫尼基人）实施了驱逐行动，由护卫警察队长Paul Degenhardt指挥。每天，犹太人被聚集在Daszyński广场上以待“重新安置”，然后由大屠杀列车将男女老幼运送到特雷布林卡灭绝营。共有大约4万人遇害。

## 起义
约有5,000-6,000名奴隶工人及其家人幸免于隔都清场的主要行动，他们被安置在所谓的雨果·施耐德弹药厂（Hugo Schneider）小隔都。有850名犹太人在小隔都被处决。很快，由莫德哈伊·齐尔贝尔伯格（Mordechaj Zilberberg）、苏梅克·阿布拉莫维奇（Sumek Abramowicz）和海涅克·佩萨科（Heniek Pesak）等人组成了一个秘密的犹太战斗组织，达到了300名成员。

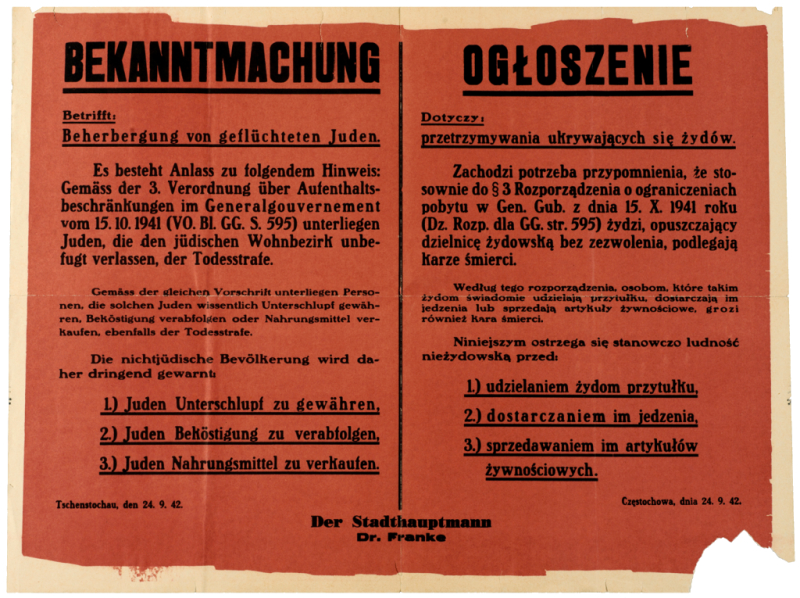
1942年由Eberhardt Franke签署的琴斯托霍瓦告示，警告称离开隔都和帮助犹太人会被判处死刑。

德国人于1943年6月26日进驻小贫民区实施清场，琴斯托霍瓦隔都起义随之爆发了。齐尔贝尔伯格在德国人冲进他的掩体时自杀。1,500名犹太人在战斗中丧生。抵抗于6月30日遭到镇压，有500名犹太人被活活烧死或埋在瓦砾下。3,900名犹太人被俘并投入其它劳动营工作。400人在纳粹的筛选后被枪决。当年12月，有1,200名囚犯被运往德国，其中男性被送到布痕瓦尔德，妇女被送往达豪（全数处决）。然而，纳粹急需的铸造厂营地在1944年下半年复生，大约1万名新工人从罗兹、凯尔采、拉多姆斯克和斯卡日斯科-卡緬納送来。1945年1月15日和16日，在苏联进军抵达之前，约有3,000名囚犯被送往德国，全部被处决。其余5,200名在琴斯托霍瓦奴隶劳工营中的犹太人被红军解放。

### 救援工作
隔都存在时及其清场屠杀行动期间，有许多逃脱和救援行动的尝试。1942年，丧偶的布罗尼斯瓦瓦·科扎克（Bronisława Kozak, 旧姓Landau）在莱因哈德行动之前逃出了隔都；一共逃走的还有她的两个女儿，Hadassa（Wisia）和Marion （8岁）。在波兰村民的帮助下，她们一行前往华沙，随后被临时安置在一座天主教修道院。就在华沙起义爆发之前，三人被西特科夫斯基（Sitkowski）一家所救；丧偶的海伦娜·西特科夫斯卡（Helena Sitkowska）后来于1995年被认定为波兰国际义人。两家人从华沙逃往德占波兰南部，幸运地存活下来。同样在隔都清场期间，一名犹太男孩亚伯拉罕·亚布汶斯基（Abraham Jabłoński）在一名波兰蓝警察的帮助下逃离屠杀列车，并在玛丽亚·科日明思卡（Maria Koźmińska）和安娜·科日明思卡（Anna Koźmińska）的家中避难。亚伯拉罕活了下来，并在47年后从以色列联系了两位义人。
另一个非常状况下的例子是，约瑟夫乌的邮局收到了一张明信片：没有收件人，也没有街道地址，只写了“我生病了”，署名为雅佳（Jadzia）。邮局将明信片给了当地的议员，他成功只通过邮票确认发件人来自琴斯托霍瓦，并认定收件人是克莱维斯基（Klewicki）一家。斯坦尼斯瓦瓦·克莱维斯卡（Stanisława Klewicka）猜测这张明信片来自她儿时的朋友雅佳·布洛尼亚托夫斯卡（Jadzia Broniatowska），一位波兰犹太牙医。克莱维斯卡去了琴斯托霍瓦，并用波兰地下国的伪造文件救了雅佳的亲友——包括雅佳、她的丈夫拿坦·洛达尔（Natan Rodał）、丈夫的姐妹阿黛拉·米特尔曼（Adela Mitelman）与娜塔莉亚·弗里德里希（Natalia Frydrych），以及娜塔莉亚的儿子；此外还有同样来自隔都的瓦斯瓦夫·科纳尔医生（Wacław Konar）医生和他的儿子Jerzy。 他们一直躲藏在华沙附近拉多希奇的克莱维斯基别墅里，直到波兰解放。1993年，克莱维斯基一家被认定为国际义人。
Hasag-Pelcery强迫劳动营在1945年苏联进攻前遭遇清场。清场时，消防队的斯特凡·西科拉（Stefan Sikora）与他的儿子耶尔茨（Jerzy）和女儿亚历山德拉（Aleksandra）解救了卡尔曼·亨钦斯基（Kalman Chęciński）、齐斯瓦·霍洛金（Zisla Cholozin，旧姓Blajwajs）和布鲁利亚·巴伊斯基（Bruria Bajski，旧姓Erlich），使其免于继续向德国的死亡行军。西科拉一家后来被认定为国际义人。